# Laqi

Estats arameus a Mesopotàmia al segle IX aC

Laqi (Laqu, Lakhi) fou un estat arameu a la vora de l'Eufrates que tenia per capital la ciutat de Laqi segurament a la riba dreta de l'Eufrates. Els seus habitants són anomenats laqueus (lakheus). La seva situació és discutida entre la desembocadura del Khabur o a la part nord-est del riu, però de les inscripcions sembla clar que la primera situació és la més probable. Per Gaston Camille Charles Maspero a History of Egypt, Chaldæa, Syria, Babylonia, and Assyria (Volum 7 de 12), parla de Laqi i Shuhi i altres principats arameus veïns de Bit Adini, i situa al nord i nord-oest: Shugab al llit de l'Eufrates entre Biredjik i Samòsata, Til-Abni, entorn d'Edessa (Urfa), Haran, Bit Zamani, Izalla (al Tektek Dagh i Khabur superior) i Bit Bahiani (Bit Bakhiani) a la plana entre el Khabur i Karkemish. El mateix Maspero situa Laqi als dos costats de l'Eufrates, principalment a la dreta, entre el Khabur i el Balikh, intercalat amb territori de Sukhi o Shuhi, que pensa que podria ser una facció dissident.
L'estat s'hauria establert vers l'any 1000 aC i hauria estat independent durant el segle X aC però després del 900 aC, potser vers 895 aC, fou sotmès a tribut per Adadnirari II d'Assíria.
El príncep de Laaqi va pagar tribut a Assurnarsipal II (884 i 859 aC) i el de Khindanu, de nom Khayanu, el va seguir immediatament. Vers el 879 o 878 aC es va produir la revolta dels arameus de Laqi o Lakhi (els lakheus/laqueus), Khindanu (els khindanites) i Shuhi (els shuhites o suhites). El rei estava preparat pel combat perquè havia fet construir uns bots a Sura i podia seguir als fugitius cap a les illes del riu on fins llavors es refugiaven i no se'ls podia seguir; va sortir de Kalah (Nimrud) el 9 de juny i es va presentar a la zona i va causar una devastació enorme que fou recordada per segles; les ciutats foren cremades i destruïdes fins als fonaments i els habitants que foren capturats foren massacrats i els dipòsits d'aliments foren també eliminats de manera que els que van sobreviure no tenien res a menjar. Els prínceps rebels eren Khinti Ilu i Azi Ilu. A la desembocadura del Khabur va conquerir la ciutat de Sibati al país de Shuhi i va seguir cap a Kharidu on va derrotar a forces dels lakheus, sunheus i khindaneus matant a 3.600 homes i assolant el territori entre Kharidu i Kipina. Un guerrer laqueu, Aziel, va ocupar els passos de l'Eufrates a Kipin, però fou derrotat i va haver de fugir cap a la muntanya Bisuru (després Jebel Bishri) que el van empaitar fins a les ciutats de Dummitu i Azmu al límit del territori de Bit Adini, que foren destruïdes, però Aziel no va poder ser capturat (si que ho fou un príncep laqueu de nom Ilai). Dues ciutats foren fundades: una a la riba sud de l'Eufrates anomenada Kar-Ashur-nazir-pal (Fortalesa d'Ashur), i l'altra a l'altre costat del riu, anomenada Nibarti-Ashur (el Pas d'Ashur) les dues amb propòsits militars; per Carol Miller a Halabiye and Zalabiye el territori d'aquestes ciutats corresponia abans a Laqi.
El país ja no torna a ser esmentat i hauria passat a formar part dels dominis assiris directes.